# Projecte Manhattan
El Projecte Manhattan fou un programa de recerca i desenvolupament dut a terme durant la Segona Guerra Mundial per fabricar les primeres armes nuclears. Fou impulsat pels Estats Units en col·laboració amb el Regne Unit i el Canadà.
Tot i que el seu nom oficial era Development of Substitute Materials (Desenvolupament de Materials Substitutius), va acabar essent conegut per Projecte Manhattan perquè les primeres oficines del projecte eren al número 270 de Broadway (Manhattan, Nova York) i el general Leslie Groves va decidir seguir el costum de nomenar els districtes del Cos d'Enginyers per a la ciutat on es troben, de manera que el projecte de la bomba atòmica es va conèixer com el Districte d'Enginyers de Manhattan (MED) o «Projecte Manhattan». El títol tenia l'avantatge addicional d'emmascarar el propòsit real del projecte.
El projecte va agrupar una gran quantitat d'eminències científiques dels camps de la física, la química i les ciències informàtiques. Atès que, gràcies als experiments fets a Alemanya abans de la guerra, se sabia que la fissió nuclear de l'àtom era possible i que era notori que els nazis treballaven en el seu propi programa nuclear, no va costar reunir totes aquelles ments brillants que, en la seva majoria,  també eren pacifistes i d'esquerres. Exiliats jueus molts d'ells, van fer causa comuna de la lluita contra el feixisme aportant el seu òbol a la causa: aconseguir la bomba abans que els alemanys.
El primer assaig atòmic reeixit va ocórrer en el desert d'Alamogordo, a Nou Mèxic. L'artefacte es va anomenar Trinity i es tractava d'una bomba-A de plutoni del mateix tipus que Fat Man, que seria llançada sobre Nagasaki dies després. En l'actualitat, aquest lloc està marcat per un monòlit cònic negre de silici resultat de la fusió de la sorra sota l'efecte de la calor provocada per l'explosió.

## Centres d'investigació

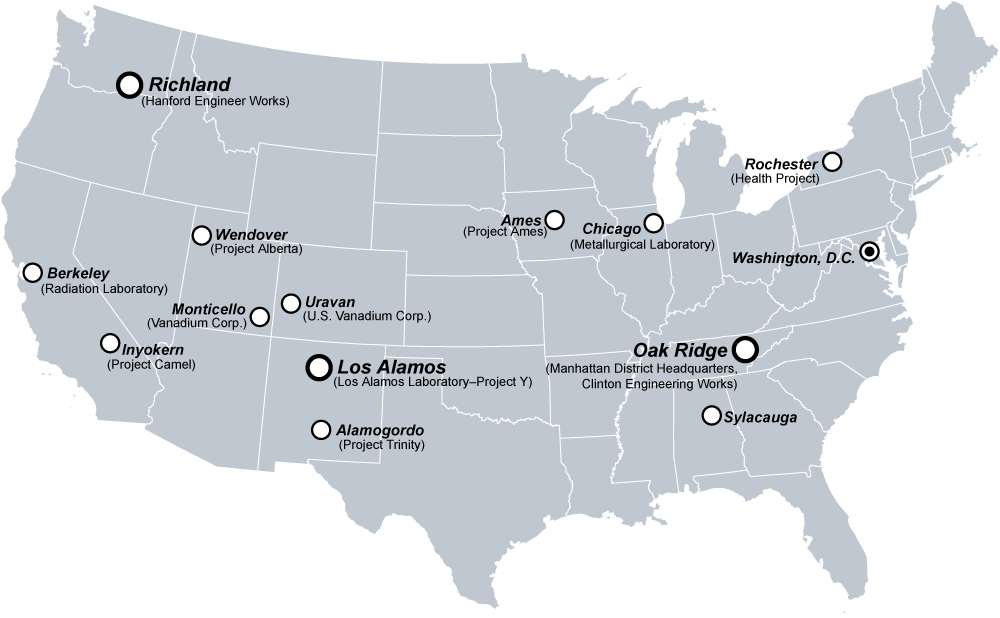
Selecció de centres d'investigació vinculats al Projecte Manhattan.

El projecte Manhattan va començar inicialment en diferents universitats nord-americanes, notablement la Universitat de Chicago amb els primers tests de reacció en cadena produïts sota la direcció del físic italià Enrico Fermi. Posteriorment es va establir el Laboratori Nacional de Los Alamos a Nou Mèxic, dirigit per la Universitat de Califòrnia. Els principals centres on es va portar a terme el projecte van ser, entre altres:
- Hanford Site, Washington; Que va arribar una extensió de 1.000 milles quadrades (2.600 km²) i va incloure terrenys de les petites ciutats properes de Hanford i White Bluffs.
- Laboratori Nacional Los Alamos, Nou Mèxic.
- El Laboratori Nacional d'Oak Ridge, Tennessee; amb una extensió de més de 60.000 acres (243 km²).
- El Complex Nacional de Seguretat I-12

L'existència d'aquests centres va ser mantinguda en secret fins al final de la guerra. En molts casos els treballadors desconeixien el projecte en el qual estaven treballant.
Per a mitjans de 1945, el projecte ocupava més de 130.000 persones amb un cost total de prop de dos mil milions de dòlars de l'època - vint mil milions de dòlars actuals ajustant les variacions per inflació.

## Història

### Concepció del Projecte
Els científics nuclears Leó Szilárd, Edward Teller i Eugene Wigner, refugiats jueus provinents d'Hongria creien que l'energia alliberada per la fissió nuclear podia ser utilitzada per a la producció de bombes pels alemanys, pel que van persuadir a Albert Einstein, el físic més famós als Estats Units, perquè advertís al president Franklin D. Roosevelt d'aquest perill per mitjà d'una carta de la qual Szilárd va fer un esborrany i va ser enviada el 2 d'agost de 1939. En resposta a l'advertiment, Roosevelt va incrementar les investigacions sobre les implicacions en la seguretat nacional de la fissió nuclear. Després de la detonació sobre Hiroshima, Einstein comentaria: «m'hauria de cremar els dits amb els quals vaig escriure aquella primera carta a Roosevelt».

### Inici del Projecte
Roosevelt va crear un Comitè de l'Urani específic a càrrec de Lyman Briggs, llavors cap del National Boureau of Standards, el qual va iniciar les seves investigacions el 1939 al Naval Research Laboratory de Washington, on el físic Philip Abelson va investigar la separació dels isòtops d'urani. A la Universitat de Colúmbia, el físic Enrico Fermi va construir prototips de reactors nuclears utilitzant diferents configuracions de grafit i urani.
El 1940 Vannevar Bush, director de l'Institut Carnegie de Washington, va organitzar el Comitè d'Investigació de la Defensa Nacional per a mobilitzar els recursos científics dels Estats Units cap al suport de les investigacions orientades a la guerra. El Consell d'Investigació de la Defensa Nacional es va fer després càrrec del «Projecte Urani», com es coneixia el programa de física nuclear, i el 1940 V. Bush i Roosevelt van crear l'Oficina de Desenvolupament en Investigació Científica amb la finalitat d'ampliar aquests esforços. El 9 d'octubre de 1941, Roosevelt va autoritzar finalment el desenvolupament de l'arma atòmica.

### Desenvolupament del Projecte

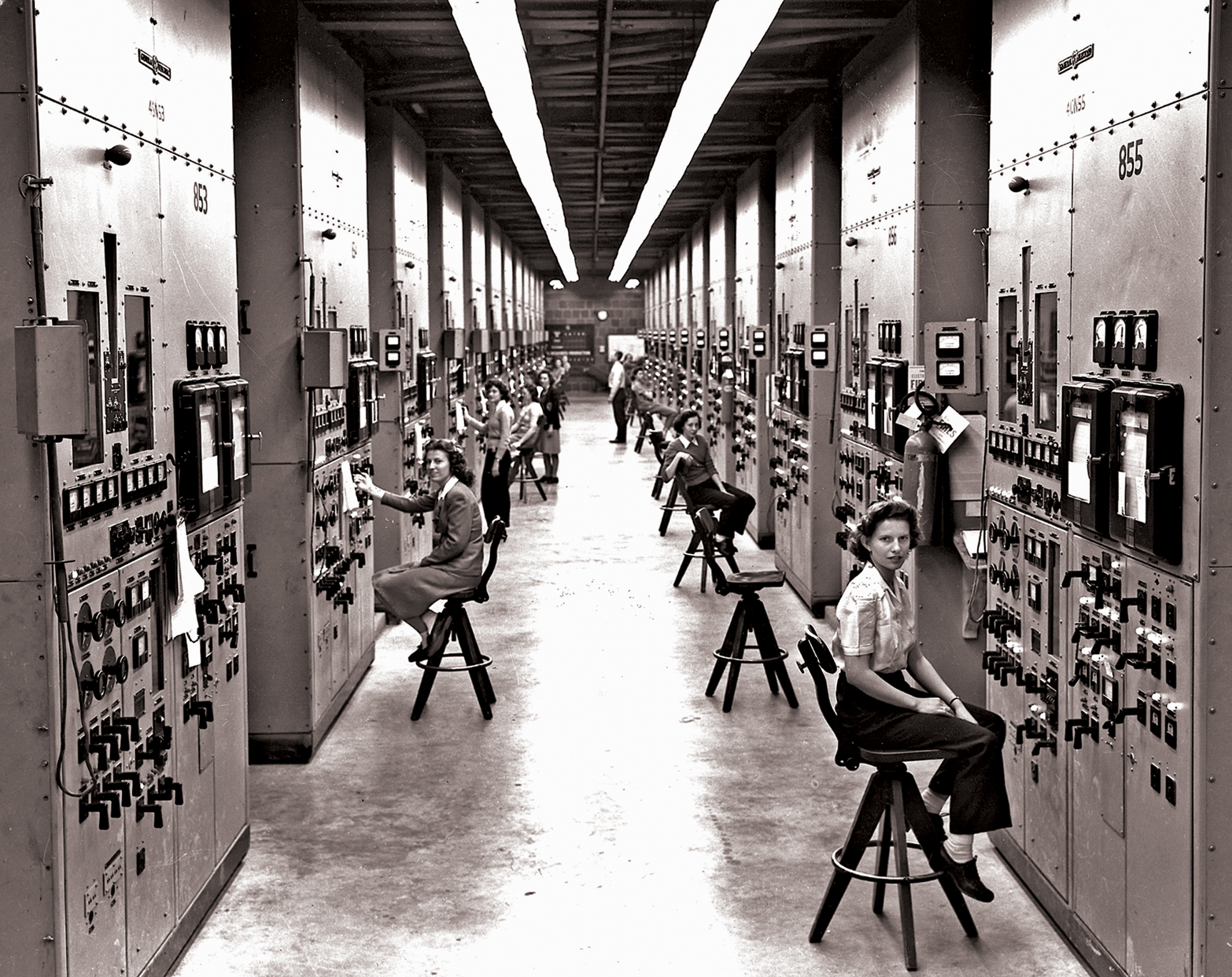
Panells de control i operadors del sistema de càlcul principal del Projecte Manhattan situat a Oak Ridge, Tennessee. Durant el projecte Manhattan els operadors eren dones que treballaven en torns de 24 hores sense conèixer el propòsit o conseqüències del seu treball. http://smithdray.angeltowns.net/or/go.htm

El 7 de desembre de 1941 amb l'atac japonès a Pearl Harbor, els Estats Units van entrar en la Segona Guerra Mundial. Un dia abans, V. Bush va crear el Comitè S-1 amb l'objectiu de guiar les investigacions.
Els esforços per a obtenir material per a la bomba es van incrementar en el Laboratori de Metal·lúrgia de la Universitat de Xicago, el Laboratori de Radiació de la Universitat de Califòrnia i el Departament de Física de la Universitat de Colúmbia. Per obtenir isòtops radioactius s'ha de bombardejar amb neutrons l'urani 235, amb la qual cosa es produeix una reacció nuclear i s'obtenen isòtops radioactius d'urani i plutoni. El 1942 es van construir enormes plantes en Oak Ridge (Lloc X) Tennessee i Hanford (Lloc W) Washington per obtenir plutoni i urani.
A principis de 1942 el físic i Premi Nobel Arthur Holly Compton va organitzar el Laboratori de Metal·lúrgia de la Universitat de Xicago per a estudiar el plutoni i les piles de fissió. Compton va sol·licitar al físic teòric J. Robert Oppenheimer de la Universitat de Califòrnia que s'encarregués de fer els càlculs sobre neutrons d'alta velocitat, essencials per a la viabilitat de l'arma nuclear. John Manley, un físic del Laboratori de Metal·lúrgia de la Universitat de Xicago, va ser designat per a ajudar a Oppenheimer a trobar respostes contactant i coordinant diversos grups de físics experimentals dispersos arreu del país.
La primavera de 1942, Oppenheimer i Robert Serber de la Universitat d'Illinois van treballar en els problemes de la difusió de neutrons (moviment de neutrons en la reacció en cadena) i hidrodinàmica (comportament de l'explosió produïda per la reacció en cadena). Aquest estudi preliminar va ser revisat el mateix estiu per un grup de físics teòrics integrat per Hans Bethe, John Van Vleck, Edward Teller, Felix Bloch, Emil Konopinski, Robert Serber, Stanley S. Frankel i Eldred C. Nelson qui van concloure que la bomba de fissió era viable. Els científics van suggerir que la reacció podia iniciar-se acoblant una massa crítica, ja sigui disparant dues masses subcrítiques de plutoni o urani; o per mitjà d'implosionar o comprimir una esfera buida dels mateixos materials.
Al mateix temps, Teller va considerar la possibilitat de fabricar un dispositiu molt més poderós o Superbomba a l'envoltar la bomba de fissió amb deuteri i triti, no obstant això, el dispositiu no seria provat fins a 1952 ja finalitzada la guerra.
En aquest temps, Teller va esmentar la possibilitat que la bomba atòmica pogués incendiar l'atmosfera al desencadenar la hipotètica reacció de fusió del nitrogen, la qual cosa es va demostrar teòricament que era impossible, per Bethe, i es va escriure una refutació a l'informe La-602 (disponible en línia aquí en anglès) per Konopinsky, Marvin i Teller, que va ser desclassificat el 1973. Malauradament, aquesta informació va arribar fins a Washington D. C. qui van mantenir la pregunta tot el temps. Després, el 1975 la possibilitat va reviure en un article d'H. C. Dudley, qui va obtenir la idea d'un informe de Pearl Buck sobre una entrevista que va sostenir amb Arthur Compton el 1959, en el qual va malentendre completament a Compton. La preocupació, no obstant això, es va mantenir en la ment d'alguns fins que es va detonar la prova Trinity; encara que si Teller hagués tingut raó, mai ho hauríem sabut.
El resultat d'aquestes reunions va ser resumit per Serber en The Los Alamos Primer (La-1 en línia), i van subministrar la base teòrica original per al disseny de la bomba atòmica, la qual va esdevenir la tasca principal de Los Alamos durant la guerra; i la idea de la bomba H, que es va mantenir en el laboratori durant la postguerra.
Al setembre de 1942 les dificultats oposades al desenvolupar investigacions en universitats disperses per tot el país van fer evident la necessitat de crear un nou laboratori dedicat exclusivament a aquesta tasca, no obstant això, aquesta necessitat va ser posada en segon pla donada la demanda de plantes que poguessin produir suficient urani i plutoni per a crear les bombes atòmiques.
Les operacions a gran escala relacionades amb el projecte van ser assignades a l'exèrcit pel president Roosevelt, i el Cos d'Enginyers de l'Exèrcit va assignar al Coronel James Marshall per a supervisar la construcció de fàbriques per a la separació d'isòtops d'urani i producció de plutoni.
En aquest temps, l'únic mètode que semblava adient per a la separació a gran escala era la separació electromagnètica, desenvolupada per Ernest Lawrence en el Laboratori de Radiació de la Universitat de Califòrnia, no obstant això, els científics van continuar estudiant altres mètodes alternatius a causa del seu alt cost i que era improbable que pogués produir suficient material abans del final de la guerra.
L'exèrcit va determinar que una ubicació prop de Knoxville Tennessee seria el lloc més apropiat per a construir la planta de separació, però degut al fet que els oficials a càrrec desconeixien quina extensió seria necessària, es va retardar la seva adquisició.
D'igual forma, a causa de la seva naturalesa de projecte experimental, el projecte no va poder competir amb les altres prioritats de l'exèrcit en temps de guerra, com la demanda d'acer per a la construcció de fàbriques, la qual cosa li va causar retards.

### Culminació del Projecte
El projecte Manhattan va aconseguir el seu objectiu de produir la primera bomba atòmica en un temps de 2 anys 3 mesos i 16 dies, detonant la primera prova nuclear del món (Prova Trinity) el 16 de juliol de 1945 prop d'Alamogordo, Nou Mèxic. La continuació del projecte va conduir a la producció de dues bombes A conegudes com a Little Boy i Fat Man amb pocs dies d'interval, les quals van detonar a Hiroshima el 6 d'agost de 1945 i a Nagasaki el 9 d'agost respectivament.

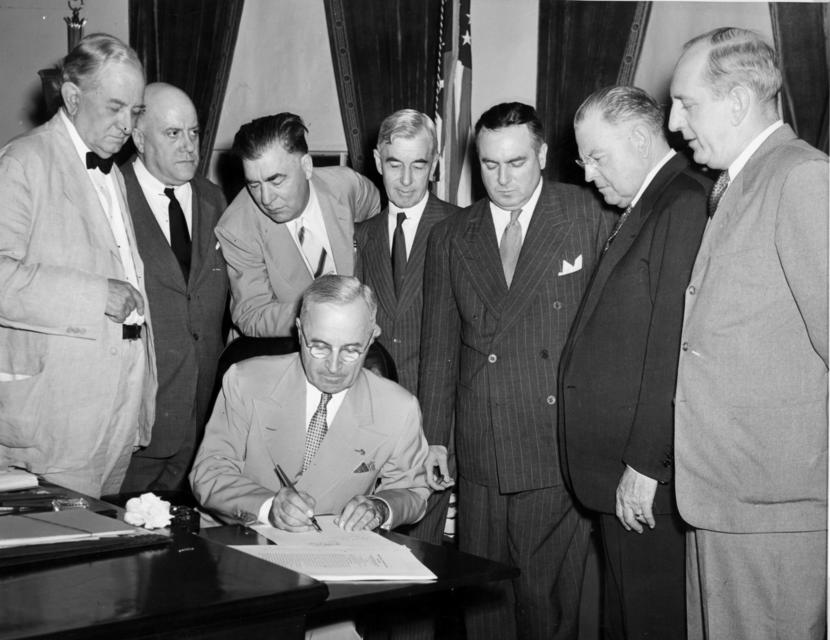
El president dels Estats Units d'Amèrica, Harry S. Truman, signa l'acta que estableix la Comissió de l'Energia Atòmica dels Estats Units.

Encara que el Projecte Manhattan va deixar d'existir el 31 de desembre del 1946 amb l'entrada en vigor, l'1 de gener del 1947, de la Comissió de l'Energia Atòmica dels Estats Units, el Districte Manhattan va continuar fins que també va ser abolit del 15 d'agost del 1947.

## Resultat, dues bombes diferents
El principal obstacle per a la construcció d'una bomba atòmica va ser l'obtenció de suficient material fisible i de suficient puresa. El problema va ser abordat simultàniament per dos enfocaments, els quals es troben representats en cadascuna de les dues armes desplegades en les ciutats japoneses.
La bomba llançada sobre Hiroshima, Little Boy, estava basada en l'isòtop d'urani U-235, un isòtop bastant rar que ha de ser separat de l'isòtop més comú de l'urani, l'U-238, que no és adequat per a la fabricació de bombes atòmiques. La separació es va portar a terme en les instal·lacions Oak Ridge utilitzant principalment el mètode de difusió gasosa d'hexaflorur d'urani (UF₆), i també altres com el calutró, que utilitza el principi de separació magnètica en un espectròmetre de massa; i la difusió tèrmica.
Per contra, la bomba de Nagasaki, Fat Man, va utilitzar l'isòtop de plutoni Pu-239, un element sintètic més complicat en quant al seu sistema de detonació, la qual s'inicia per mitjà d'un dispositiu d'implosió que va ser desenvolupat durant el Projecte en les instal·lacions de Los Alamos.

## Científics destacats que van treballar en el Projecte Manhattan
Aquesta és una llista parcial d'alguns dels científics que van participar en aquest projecte. Albert Einstein va escriure una carta al president Roosevelt abans de l'inici del projecte per a convèncer el president de la necessitat d'establir un programa semblant. A part d'aquesta carta, ell mai va treballar en el desenvolupament de bombes nuclears.
- Robert Oppenheimer: Director del projecte, es va oposar a l'ús militar de l'energia nuclear una vegada acabada la guerra.
- Edward Teller: Un dels molts jueus fugits del règim nazi. Un dels més fervents defensors del programa armamentista nuclear nord-americà.
- Hans Bethe: Important teòric del projecte, director de la divisió tècnica.
- Enrico Fermi: Fugit de la seva Itàlia natal, va ser el creador de la primera pila atòmica en la Universitat de Xicago.
- Richard Feynman: Responsable de la divisió teòrica i dels càlculs per ordinador. En la seva biografia conta nombroses anècdotes sobre la seva etapa en el Projecte Manhattan i el seu sentiment de culpabilitat en explotar la primera bomba.

## Projectes similars
La URSS va intentar portar a terme un projecte semblant, liderat per Ígor Kurtxàtov, però amb una diferència fonamental: algunes de les investigacions de Kurtxàtov venien de segona mà dels països involucrats en el Projecte Manhattan gràcies als espies. N'hi havia almenys dos en l'equip científic de Los Alamos, Klaus Fuchs i Theodore Hall, que no es coneixien entre ells. Durant la Guerra, també es van portar a terme alguns intents simbòlics a Alemanya (liderats per Werner Heisenberg) i al Japó.
El Projecte Manhattan, juntament amb les investigacions criptogràfiques i el desenvolupament del radar de microones, representa un dels pocs projectes secrets, a gran escala i extraordinàriament reeixits, engendrats pel conflicte de la Segona Guerra Mundial.